# Cot Buket
Cot Buket is een bestuurslaag in het regentschap Bireuen van de provincie Atjeh, Indonesië. Cot Buket telt 1280 inwoners (volkstelling 2010).